# Facundo Arana
 (juin 2024).
Si vous disposez d'ouvrages ou d'articles de référence ou si vous connaissez des sites web de qualité traitant du thème abordé ici, merci de compléter l'article en donnant les références utiles à sa vérifiabilité et en les liant à la section « Notes et références ».
Pour les articles homonymes, voir Arana.
Jorge Facundo Arana Tagle Von Berbard (Buenos Aires, 31 mars 1972) est un acteur argentin.

## Biographie

### Enfance et formation
Facundo Arana est né le 31 mars 1972 en Argentine.

### Carrière
Il a joué dans de nombreux succès à la télévision de son pays.
Il commence sa carrière en jouant du saxophone dans le métro de Buenos Aires, c'est là qu'il se fait remarquer par l'auteur de Canto Rodado, Lito Espinosa, qui plus tard le reconnaîtra dans un casting et ainsi Facundo finira par jouer en tant que « Ramiro », script qu'il a lui-même inspiré. Peu de temps après Alejandro Romay le contacte pour qu'il fasse partie de l'équipe d'acteurs du Canal 9 (Buenos Aires). Là, il joue dans Alta Comedia, Marco el candidato et La hermana mayor.
Parmi ses participations les plus importantes on peut citer : Zingara, Perla Negra, Chiquititas, Buenos Vecinos, Muñeca Brava, Yago, pasión morena, 099 Central. Il obtient de nombreux Martín Fierro pour des telenovelas comme Muñeca brava, Padre Coraje, et le dernier en date en tant que meilleur acteur de comédie pour sa participation dans la telenovela Sos mi vida en 2006 avec Natalia Oreiro qui fut le succès le plus important des dernières années à la télévision argentine.

## Philanthropie
Centre universitaire Warmi Huasi Yachana, inauguré hier dans la ville d’Abra Pampa. Le projet vise à donner accès à l’université aux jeunes des communautés Koya.

## Filmographie

### Télévision
- 2013 : Farsantes
- 2011 : Cuando me sonreís
- 2008 : Vidas robadas
- 2006 : Sos mi vida
- 2004 : Padre Coraje
- 2002 : 099 Central
- 2001 : Yago, pasion morena
- 2000 : Buenos Vecinos
- 2000 : Tiempo final, La entrega
- 1999 : Muñeca brava
- 1997-1998 : Chiquititas
- 1997 : El Rafa
- 1996 : Sueltos
- 1996 : Zingara
- 1995 : Montaña Rusa, otra vuelta
- 1995 : Perla Negra
- 1995 : La hermana mayor
- 1994 : Marco el candidato
- 1994 : Alta comedia
- 1993 : La flaca escopeta
- 1993 : Canto Rodado
- 1992 : Son de diez

### Films
- 2001 : La Fuga
- 2000 : Chiquititas: Rincón de luz

## Prix
- Martín Fierro - Meilleur Telenovela Juvenil por Chiquititas - 1999
- Martín Fierro - Meilleur Telenovela pour Muñeca Brava - 1999
- Martín Fierro - Meilleur Telenovela pour Muñeca Brava - 2000
- VIVA 2000 - Meilleur Telenovela pour Muñeca Brava - 2000
- VIVA 2000 - Meilleur Acteur pour Muñeca Brava - 2000
- Martín Fierro - Meilleur Télécomédie pour Buenos Vecinos - 2001
- Martín Fierro - Meilleur Telenovela pour Yago, pasión morena - 2002
- Martín Fierro - Meilleur Acteur pour Yago, pasión morena - 2002
- Martín Fierro - Meilleur Telenovela pour 099 Central - 2003
- Martín Fierro - Meilleur Acteur pour 099 Central - 2003
- Clarín - Meilleur Telenovela pour Padre Coraje - 2004
- Prix du Festival et Marché de la Telenovela Ibéroaméricain (FyMTI) - Meilleur acteur pour Padre Coraje - 2005
- Martín Fierro d'or pour Padre Coraje - 2005
- Martín Fierro - Meilleur Telenovela pour Padre Coraje - 2005
- Martín Fierro - Meilleur Acteur pour Padre Coraje - 2005
- A.C.E - Révélation Masculine pour Visitando al Sr. Green - 2005
- Prix Florencio Sánchez - Révélation pour Visitando al Sr. Green - 2006
- Martín Fierro - Meilleur Télécomédi pour Sos mi vida - 2007
- Martín Fierro - Meilleur Acteur de Télécomédi pour Sos mi vida - 2007